# Lupión
Lupión è un comune spagnolo di 1 043 abitanti situato nella comunità autonoma dell'Andalusia.

## Geografia fisica
Il comune è attraversato dal Guadalimar.